# Division écossaise
La Scottish Division ou Division écossaise est une division administrative de l’infanterie britannique. Elle comprend tous les régiments dont le recrutement se fait en Écosse. Elle comprenait 6 unités à fin 2005 :
- The Royal Scots (The Royal Regiment)
- The Royal Highland Fusiliers (Princess Margaret's Own Glasgow and Ayrshire Regiment)
- The King's Own Scottish Borderers
- The Black Watch (The Royal Highland Regiment)
- The Highlanders (Seaforth, Gordons and Camerons)
- The Argyll and Sutherland Highlanders (Princess Louise's)

Avec la nouvelle structure de l’infanterie, elle regroupe 5 bataillons d’infanterie, plus 2 bataillons de réserve, regroupé en une unique entité : The Royal Regiment of Scotland.